# ووادیسواف کووالسکی
ووادیسواف کووالسکی (لهستانی: Władysław Kowalski؛ ‏ تلفظ لهستانی: [vwaˈdɨswaf]؛ ‏ ۲۴ فوریهٔ ۱۹۳۶ – ۲۹ اکتبر ۲۰۱۷) بازیگر اهل لهستان بود.
از فیلم‌ها یا برنامه‌های تلویزیونی که وی در آن نقش داشته‌است، می‌توان به جادوگر جوان، شر کمتر، پیمان ورشو، ورشو، سال ۵۷۰۳،در روز روشن، باغ لوئیز، سفرهای آقای کِـلِـکْسْ، مرشد و مارگاریتا، پوزنان ۵۶، قماری بالاتر از زندگی، عشق در بیست‌سالگی، کاتین، سامسون، پان تادئوش، رز کوچک، فرار از سینما لیبرتی، طعمه و زندگی دوگانه ورونیکا اشاره کرد.